# Otto Barth (Oberst)
Otto Barth (Oberst) (18 de junho de 1891 - 3 de maio de 1963) foi um oficial alemão que serviu durante a Segunda Guerra Mundial. Foi condecorado com a Cruz de Cavaleiro da Cruz de Ferro.

## Condecorações
| Cruz de Ferro 2ª Classe                              |
| Cruz de Ferro 1ª Classe                              |
| Cruz de Cavaleiro da Cruz de Ferro 8 de maio de 1943 |